# Martiniano (mestre dos soldados)

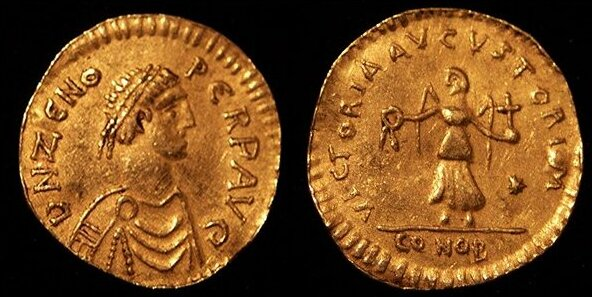
Tremisse do imperador Zenão (r. 474–475; 476–491)

Martiniano (em latim: Martinianus) foi um oficial militar bizantino do século V, ativo durante o segundo reinado do imperador Zenão (r. 476–491). É citado em 478, quando foi nomeado como mestre dos soldados na presença para comandar uma expedição contra o líder ostrogótico Teodorico Estrabão.
Martiniano mostrou-se incapaz de manter a disciplina de seus soldados, que eram provenientes de três dioceses distintas do Império Bizantino (Ponto, Ásia e Oriente). No começo de 479, quando o exército estava descontente pela recusa de Zenão de marchar em pessoal como comandante, ele aconselhou o imperador a aquartelar os soldados.